# ABN AMRO World Tennis Tournament 2013
ABN AMRO World Tennis Tournament 2013 — тенісний турнір, що проходив на кортах з твердим покриттям у місті Роттердам, Нідерланди з 11 лютого. Належав до категорії ATP World Tour 500, був турніром серії Rotterdam Open 2013 року.

## Фінальна частина

### Одиночний розряд
Хуан Мартін дель Потро —  Жульєн Беннето 7–6(7–2), 6–3

### Парний розряд
Роберт Ліндстедт /  Ненад Зімоньїч —  Тіємо де Баккер /  Єссе Гута Ґалунґ 5–7, 6–3, [10–8]